# Sanquhar Castle
Sandquhar Castle ist eine Burgruine in Dumfries and Galloway, Schottland. Am südlichen Rand des Dorfes Sanquhar stehend, liegt es am Southern Upland Way (einem schottischen Fernwanderweg) und wird so jährlich von hunderten von Besuchern passiert. 
Die befestigte Burg grenzt im Westen an den Nith und im Norden an einen kleinen Bach. 

## Geschichte
Sanquhar Castle wurde im 13. Jahrhundert von der Familie Crichton errichtet. Es wurde im Laufe der Jahre von vielen bedeutenden Personen besucht, so zum Beispiel Robert the Bruce, William Wallace, Eduard I., Maria Stuart, und Jakob IV.
Im 17. Jahrhundert wurde das Schloss an Sir William Douglas, 1. Duke of Queensberry, verkauft. Dieser hat bereits Drumlanrig Castle mit seinem einzigartigen rosafarbenen Sandstein, zehn Meilen südlich von Sanquhar nahe Thornhill, errichten lassen. Von diesem Zeitpunkt an verfiel Sanquhar Castle stetig, bis es 1895 von John Patrick Crichton-Stuart, 3. Marquess of Bute, erworben wurde. Dieser schwärmte davon, das Stammhaus seiner Vorfahren wiederaufzubauen und zu restaurieren, so wie schon Cardiff Castle und Castell Coch zuvor. Sein Tod im Jahre 1900 beendete diesen Traum; die Arbeiten an der Burg wurden eingestellt. Zurück blieb eine teils restaurierte und teils im Originalzustand befindliche Ruine, wie sie auch heute erhalten ist.